# Beamerulus uniceratus
Beamerulus uniceratus är en insektsart som beskrevs av Young 1957. Beamerulus uniceratus ingår i släktet Beamerulus och familjen dvärgstritar. Inga underarter finns listade i Catalogue of Life.